# Коле Врадо (Терамо)
Коле Врадо (итал. Colle Vraddo) је насеље у Италији у округу Терамо, региону Абруцо.
Према процени из 2011. у насељу је живело 54 становника. Насеље се налази на надморској висини од 103 м.